# 袁利貞
袁利贞（628年—683年），字義幹，唐朝官员，出自陳郡袁氏。

## 生平
曾祖袁昂，南梁司空、侍中、尚書令；南梁侍中、南陈特進、中書令袁敬之孙；父袁裔（袁元友），國子監丞、弘文館學士；从祖兄袁朗。袁利贞初任紀王府典籖，丁忧去職，服丧结束，历任太常寺奉禮郎、洛州福昌縣主簿、都水監、國子監主簿。唐中宗李显在藩邸为周王时，袁利贞担任太常寺博士，奉敕專侍講讀。永隆二年（681年），周王立为皇太子，百官上礼。唐高宗将在宣政殿大会百官及命妇赐宴，设九部伎及散乐。袁利贞上疏劝谏：“前殿正寝，不是命妇宴会之地；象阙路门，不是倡优进御之所。希望在别殿宴会命妇，九部伎从东西门进入，希望将散乐停省。如果在三殿别所，自可备极私恩。”唐高宗采纳其言，下令移到麟德殿举办。至宴会之日，酒酣，唐高宗派中书侍郎薛元超对袁利贞说：“卿门承忠鲠，能抗疏直言，不加厚赐，何以奖劝！”賜物一百段。升任为祠部员外郎，永淳二年（683年）五月廿八日在東都延福里私第去世，时年五十六岁。詔贈許王府諮議參軍事。唐中宗即位，以侍读之恩，追赠秘书少监。光宅元年（684年）十一月十三日庚申，返葬雍州明堂縣義善鄉鳳栖原之舊塋。

## 子孙
- 袁斌，太子典膳丞
  - 袁導，左補闕內供奉
    - 袁光裔，揚府別駕
      - 袁弘休，亳州司戶參軍

    - 袁光輔，沔州刺史
      - 袁昌復，宋城主簿
        - 袁匡符，合州刺史

      - 袁敦復，采石軍判官
        - 袁蕃，桂管觀察支使
        - 袁藹，黟令
        - 袁蔚，淮南節度副使
        - 袁薰